# Powellisetia deserta
Powellisetia deserta là một loài ốc biển nhỏ, là động vật thân mềm chân bụng sống ở biển trong họ Rissoidae.

## Miêu tả
Độ dài vỏ lớn nhất ghi nhận được là 2.6 mm.

## Môi trường sống
Độ sâu nhỏ nhất ghi nhận được là 16 m. Độ sâu lớn nhất ghi nhận được là 18 m.